# Markus Roth (Physiker)
Markus Roth (* 1965 in Darmstadt) ist ein deutscher Physiker. Er ist Physik-Professor an der Technischen Universität Darmstadt und Co-Gründer des Fusions-Start-ups Focused Energy.

## Leben
Markus Roth wurde 1965 in Darmstadt geboren. Er ist Professor für Laser- und Plasma-Physik am Institut für Kernphysik der TU Darmstadt. 

## Wissenschaftliches Werk
Roth beschäftigt sich mit Laser-Ionen-Beschleunigung und Erzeugung hoher Energiedichten mit Lasern.  Er erforscht die Möglichkeiten der Kernfusion. Des Weiteren entwickelt er Targets für Teilchenbeschleuniger und untersucht den Energieverlust in Plasmen.
Roth ist zudem Co-Gründer, Chief Science Officer und Mitglied der Geschäftsführung der Darmstädter Firma Focused Energy GmbH, eines im Juli 2021 gegründeten Start-up-Unternehmens, das mithilfe von lasergetriebener Kernfusion Strom erzeugen will.
Roth hält Vorträge über die Physik von Star Trek oder über „Physik im 21. Jahrhundert – Wie Science-Fiction unsere Wirklichkeit beeinflusst“.

## Auszeichnungen
Im Jahr 2012 wurde Roth mit der Auszeichnung LANSCE Rosen Scholar Fellowship des Los Alamos Neutron Science Center (LANSCE) prämiert. Die Auszeichnung wird für Roths Arbeiten im Bereich „der Teilchenbeschleunigung mit ultra-intensiven Lasern, der Erzeugung hoher Energiedichten in Materie mit Lasern, der Fusionsforschung und der Verbindung der Laser- und Plasmaphysik mit der Kernphysik“ verliehen und ist mit 70.000 Dollar dotiert. 2013 wurde Roth Fellow der American Physical Society (APS).